# Заводівське нафтове родовище
Заводівське нафтове родовище — належить до Бориславсько-Покутського нафтогазоносного району Передкарпатської нафтогазоносної області Західного нафтогазоносного регіону України.

## Опис
Розташоване у Сколівському районі Львівської області на відстані 23 км від м. Стрий.
Приурочене до другого ярусу складок північно-західної частини Бориславсько-Покутської зони.
Структура виявлена у 1966 році. Заводівська складка другого ярусу — антикліналь субширотного простягання, розміри якої по покрівлі вигодської світи становлять 7,0х3,3 м, висота 425 м. 
Перший приплив нафти отримано у 1975 році з відкладів верхньої частини вигодської світи Заводівської складки другого ярусу з інт. 4390-4400 м. 
Поклади пластові, склепінчасті, тектонічно екрановані, два з них також літологічно обмежені. Режим Покладів пружний та розчиненого газу. Колектори — пісковики. 
Експлуатується з 1977 року. Запаси початкові видобувні категорій А+В+С1: нафти — 3793 тис. т; розчиненого газу — 1724 млн. м³. Густина дегазованої нафти 834-840 кг/м³. Вміст сірки у нафті 0,08-0,16 мас.%.